# Mark Paston
Mark Paston, né le 13 décembre 1976 à Hastings, est un footballeur international néo-zélandais évoluant au poste de gardien de but.

## Biographie
Débutant en 1997 avec les Napier City Rovers, Mark Paston rejoint ensuite l'Angleterre en 2003 en s'engageant pour une saison avec le Bradford City AFC, puis de 2004 à 2005 avec le Walsall FC. Gardien de but du club écossais du Saint Johnstone Football Club, il retourne en Nouvelle-Zélande en 2006, pour devenir le portier du New Zealand Knights FC dans un premier temps, puis du Wellington Phoenix FC depuis 2007.

Il est sélectionné pour la première fois en équipe de Nouvelle-Zélande de football en 1997 et fait partie du groupe des vingt-trois sélectionnés pour la Coupe du monde de football de 2010.